# Бендорф (Гольштейн)
Бендорф (нем. Bendorf) — община в Германии, в земле Шлезвиг-Гольштейн.
Входит в состав района Рендсбург-Экернфёрде. Подчиняется управлению Ханерау-Хадемаршен. Население составляет 453 человека (на 31 декабря 2010 года). Занимает площадь 20,6 км².